# Facel Vega FV et FV1
La Facel-Vega FV puis FV1 est une voiture française de Grand Tourisme 2+2 (2 places +2) et premier modèle automobile de la marque Facel-Vega.
Elle est présentée au public lors du Salon de Paris en octobre 1954 sous la marque Véga « construite par Facel ».

## Description
Le premier exemplaire de série du type FV réceptionné par le service des Mines le 4 février 1955 présente un pavillon arrondi et un pare-brise à simple galbe comme celui de la Ford Comète dont la carrosserie était également réalisée - sous licence Stabilimenti Farina - dans les usines Facel dirigées depuis 1945 par  Jean Daninos.
La calandre verticale est flanquée de grille simple en forme d'ogives. Les projecteurs et antibrouillards sont placés dans un enjoliveur comprenant deux petites grilles de chaque côté.
Les feux arrière sont encastrés au sommet des ailes et les sorties d'échappement sont incorporées au pare-chocs arrière.
La planche de bord recouverte de cuir assorti à la sellerie comporte une console centrale pour la première fois sur une voiture française.
Le moteur est un bloc DeSoto Hemi V8 de 4,5 litres (276ci) développant 180 ch réels.
La voiture est équipée de roues à rayons livrées par les Établissements Robergel.
En mars 1955, le modèle évolue et prend l’appellation FV1. L’apparence est semblable mais la cylindrée du moteur est augmentée à 4,8 litres (291ci) pour une puissance de 200 ch réels.
Sept cabriolets furent construits par l’usine sur la base de la FV1.